# Fritz Hiersemann
Fritz Hiersemann (* 22. März 1930 in Stettin; † 10. Juli 1996 in Berlin) war ein deutscher Politiker (SPD).

## Leben
Hiersemann erhielt 1949 das Abitur in der Friedrich-Engels-Oberschule in Berlin-Reinickendorf. Anschließend besuchte er die Verwaltungsschule und wurde 1953 Beamter. Nebenberuflich studierte er an der Deutschen Hochschule für Politik, 1957 schloss er das Studium als Diplom-Politologe ab. Hiersemann arbeitete in verschiedenen Funktionen im Bezirksamt Reinickendorf, unter anderem auch in der Karl-Bonhoeffer-Nervenklinik und im Jugendamt Reinickendorf. Von 1964 bis 1968 war er Mitglied des Personalrats im Bezirksamt Reinickendorf.
1960 trat Hiersemann in die SPD ein. Bei der Wahl zum Abgeordnetenhaus 1971 wurde er erstmals gewählt, bei der Berliner Wahl 1979 konnte er das Direktmandat im Wahlkreis Reinickendorf 1 gewinnen. Im April 1985 schied er aus dem Parlament aus.
Am 9. August 1985 wurde Hiersemann das Bundesverdienstkreuz 1. Klasse verliehen. Die Laudatio bei der Überreichung im Dezember hielt der damalige Präsident des Abgeordnetenhauses Peter Rebsch.